# 我出生在拉瑪九世王朝
《我出生在拉瑪九世王朝》（英語：I Was Born In the Reign of Rama IX The Series）是2016年的泰國特別電視劇集，由GMM 25和One HD等旗下超过100位明星參演。該劇為紀念泰國國王拉瑪九世而播出的特殊系列劇。
泰國時間2016年11月14日於One HD頻道播出，共4集。

## 部分演員表
- 素格力·威塞哥
- 努娜·能提妲·索彭
- 友塔纳·布格朗
- 纳瓦·君拉纳拉
- 婉娜拉·宋提查

## 外部連結
- เรื่องย่อ เราเกิดในรัชกาลที่ ๙ เดอะซีรีส์ （页面存档备份，存于）
- 豆瓣电影上《我出生在拉瑪九世王朝》的資料 （简体中文）